# アップルパイン
アップルパイン（Apple Pine）は、日本の女性お笑いコンビ。かつて所属していた事務所はホリプロ。2015年3月末をもって解散。

## メンバー
- みほ（1981年3月20日 - ）
  - 宮城県出身。
  - 本名は大湯美穂。
  - 身長163cm、公称スリーサイズはB82cm、W61cm、H85cm。
  - 趣味：バイトのシフトをうまく組むこと、節約。
  - 特技：トランペット、手話、目力を込めること、自販機の下の小銭を素早く拾うこと、おっぱいを寄せて大きく見せること、漬物作り。
  - 解散後はぬか漬けタレント、ぬか漬けマイスターとして多く活動している。

- もりまい（森下まい）（1982年11月30日 - ）
  - 神奈川県出身。
  - 身長153cm、公称スリーサイズはB83cm、W56cm、H84cm。
  - 愛称は「まいちい」。
  - 趣味：サッカー観戦（高校サッカー、地元・神奈川のJリーグチームの応援）、格闘技観戦、占い。
  - 特技：日本舞踊（ライセンス有り）、ダーツ、舌笛。

## 略歴
2009年12月23日にチェリー☆パイを解散し、ピンで活動していたみほと、読者モデルとして活動していたもりまいの二人で2010年3月に結成。二人は元々から仲良し同士でもあった。2010年3月26日の秋葉原UDXでのイベント『小池スタイル8耐選手権』にアップルパインとして出演。同年3月30日の「ホリプロお笑いジェンヌライブ」（東京都渋谷区・笹塚ファクトリー）にて、お笑いの初舞台に立った
一方で、キックボクシングのタイトルマッチで、ラウンドガールも務めていた。
2010年8月14日に、初のトークライブ『アップルパインのキューティーファニー〜トークフラッシュ2010夏〜』（東京都新宿区・ネイキッドロフト）を行った（ゲスト：おかもとまり、相澤仁美、愛川ゆず季）。
2015年3月末をもって解散を発表。

## 芸風
- 最初の出方などはチェリー☆パイ時代のものを踏襲していることもあり、「カリスマ読モのもりまいです」「セクシー担当のみほです」「あ～んプルプルアップルパイン」とあいさつしている[7][8]。。みほは黒のビキニ姿で、もりまいも最初は服を着ているがネタの後の方でビキニ姿になることが主である[9]。「パイナポー」という決め台詞もある[9]。また、場所によってはブーツを履くこともある[10]。
- ネタは漫才スタイルのものが多い。また、ネタの中でファッションショー風の演技を取り入れることもある。ネタの途中から「パイン、パイン、パイナポー」のリズムで始まるリズム芸を取り入れるということもある[9]。
- もりまいは、自分たちのことを「読モと毒グモのコンビ」[11]、みほのことを「アバター」などと表現したことがある[12]。
- みほが髪を束ねて眼鏡をかけると、柴田理恵に似てくることをネタに取り入れたこともある[13]。

## 出演

### テレビ
- ショーバト!（日本テレビ）- 2010年6月1日『ミニバト!』、演じたのは「“女の武器”を使いながら『Runner』（爆風スランプ）を歌唱」
この他、それぞれ単独での出演はみほ#単独での出演、森下まい#活動、チェリー☆パイ時代の出演はチェリー☆パイ#出演の各節を参照。
- おもろゲ動画SHOW 投稿!1000000000ビュー（TBSテレビ）
- キャくれ家（朝日放送）- 2011年2月11日
- ザ・トラブルシューター～笑う裁判所～（フジテレビ）- 2011年3月4日
- 超豪華!!スタア同窓会（日本テレビ）- 2011年4月5日（第3回）
- どうも! にほんご講座です（NHK教育テレビジョン）- もりまいのみ
- キョクターン（TBSテレビ）- 2011年7月3日
- くだまき八兵衛X（テレビ東京） - 2011年9月8日
- 全力!銭ナール（毎日放送）
- コンプリ～オールクリアせよ～（日本テレビ）- 2012年1月4日
- THEピンキリSHOW（MBS・TBS系）- 2012年1月25日
- 『ぷっ』すま（テレビ朝日）- 2012年2月3日
- 芸人報道（日本テレビ）- 2012年2月14日、2012年2月21日　もりまいのみ
- たぶらかし-代行女優業・マキ-（読売テレビ・日本テレビ系）- 2012年4月26日（第4話）、もりまいのみ
- ドライブ A GO!GO!（テレビ東京）- 2012年4月29日、もりまいのみ
- KAKOKU（テレビ朝日）- 2013年10月5日 -
- モノクラ〜ベ(BSスカパー!)－2014年11月30日

### インターネット
- イジリー岡田・ホリのナタデウォッシュナイト（ニコニコ生放送）
- コイカツ　恋愛ノウハウトークライブvol.2（マシェリバラエティ　マシェバラ 2010年12月30日）
- 【特別番組】姫リアンズTV ウェル亀アキバ（あっ!とおどろく放送局）- 2011年7月18日
- モエヤンの「ありがとうごじゃいます」 （あっ!とおどろく放送局）- 2011年7月18日
- アップルパインの裸でパイナポー（2011年10月21日-、アメーバスタジオ）

## 掲載
- お笑いTV LIFE Vol.8（Gakken）- 「お笑いジェンヌライブコレクション 2010・春 Live Report」インタビュー
- FLASHスペシャル 2010年初夏号（光文社）- 島田秀平の手相企画、もりまいのみ
- 週刊実話（日本ジャーナル出版）- 2010年5月13・20日G.W合併特大号、温泉企画
- 週刊大衆（双葉社）- 2010年6月14日号（もりまいグラビア）、2010年6月21日号（みほグラビア）
- ENTERTAINMENT Dash（晋遊舎）- 8月号